# 方之中
方之中（1908年7月26日—1987年10月20日），原名方槐林，曾用名方踵武，笔名针、镜、怀凌、方仁中、指南，男，湖南华容人，中国现代文学作家、评论家、诗人、中国人民解放军高级军事指挥员、中国人民解放军开国少将。

## 生平
方之中生于湖南省华容县洪山头镇红烈村的贫农家庭。母亲早逝。然后父亲出家当了道士，婚丧嫁娶等红白事当吹鼓手。读了两年私塾家里就无钱继续读书；但家族认定他自幼聪慧，当地著名的“少年才子”，有望成才，家族出资供其读书。1921年，考取湖南群治大学公费生读法律专科。由毛建国介绍加入中国国民党。不久由同班同学、湖南学联主席李亚农推荐方之中去长沙西长街由湖南自修大学校长毛泽东开办的“文化书社”买《向导》周刊和《新青年》杂志，后介绍加入中国社会主义青年团，任湖南学联常委、驻会委员，在夏明翰直接领导下，1925年6月1日组织、率领学运声援上海“五卅运动”，冲击省教育厅、打砸日本驻长沙领事馆的“大日本帝国领事馆”牌子与日本国旗，受到赵恒惕的湖南省当局通缉。湖南省学联推荐，1925年入黄埔军校第四期学习。1925年冬转入中国共产党。鲁迅到广州黄埔军校作题为《革命时代的文学》的演讲，大谈文学的用途，甚至直言文学中看不中用，要与炮弹相结合，才能轰走孙传芳。鲁迅说：“文学是没有力量的人讲的，有实力的人并不开口，就杀人，被压迫的人讲几句话，写几个字，就要被杀……”鲁迅这番倡导“武器的批判”，令方之中“胀满了神经”。1926年10月毕业，在国民革命军第六军十九师五十七团兼任两个连的指导员参加北伐战争。一度脱党。
1927年春，由沈尚文、黄五一介绍第二次加入中国共产党。任中央陆军军官学校武汉分校学兵团政治指导员。1927年8月被党组织分配回家乡到湘鄂西特委开展工作。1927年8月，途经华容，该县仅存的三名党员之一刘革非邀请留下重建华容县委，任县军事委员，参加组织和领导了湘鄂西秋收暴动，发展成七八百人的部队，编为工农革命军独立第一师任师长兼参谋长。1928年秋湘鄂西特委被镇压，华容县大规模清乡，被迫化整为零，方之中辗转到达上海，在群治大学上海分校教务处找到工作；部队由段德昌带领1930年编入红六军。在上海结识了鲁迅、王学文、潘梓年、田汉、阳翰笙、胡风等左翼文化人士。1929年由田汉介绍加入“南国社”，在田汉的指导下开始写作。1930年4月1日在左联的《萌芽》月刊第一卷第4期发表他的处女作杂文《文艺杂观》。1930年夏由阳翰笙介绍加入中国左翼作家联盟，领导左联的群治大学小组。1934年1月作《一年来之中国电影运动》。1934年5月起为上海《民报》电影副刊《影谭》撰写电影评论。1934年加入“剧联”，任上海艺华影片公司编辑、上海道中女子中学教员。方之中在1935年至1937年办《礼拜六》周报；在《申报自由谈》、《大公报》、《时事新报》、《新闻报》、《太白》、《光明》、《文艺月刊》、 《大众日报》、《晨报》等近40种报刊上发表《划时代中的文艺运动与反帝》等100多篇短文，出版小说集、散文集等，写了27篇小说、30首诗歌、2部剧本。1936年3月创刊主编《夜莺》文艺月刊，发行人是陈晓云，总经销商为群众出版社（又称群众杂志公司），第二期改为新钟书店(局)。方说：夜莺形态很美丽，夜间叫起来的声音很动听，以“夜间”比喻国民党统治的黑暗，用“动听的声音”代表人民大众的呼声，故名《夜莺》，旗帜鲜明地捍卫鲁迅、冯雪峰提出的“民族革命战争的大众文学”，成为左翼文化战线上继《海燕》在1936年初出版两期即被查封的后续刊物。为提高刊物的战斗力，方之中托人转请鲁迅为《夜莺》撰稿。鲁迅与方之中并不熟悉，但他对革命青年和革命书刊无论认识与否一律支持，在问过方的出身、政治面貌、《夜莺》的出版发行等情况之后，便欣然允诺。《夜莺》共出4期。方之中后来回忆：“第一期收集的稿子不多，周文是代表‘左联’领导我的。”第4期为“民族革命战争的大众文学特辑”，每期发行2 500～3 000 份，设有“漫谈之部”、“创作之部”、“理论之部”和“介绍及批评之部”等栏目。主要撰稿人有鲁迅、《论“非常时”》唐弢、方之中、《谈傅东华先生的所谓“常识”》周文、张天翼、胡风、《创作口号和联合问题》聂绀弩、吴席儒（奚如）、《抗日文学阵线》欧阳山（龙贡公）、尹庚、萧曼若、万迪鹤、陈企霞、田间、雷石榆、王亚平、王任叔、张驰、杨骚、《谈“联合”》朱慧等。其中，鲁迅在该刊上发表了《三月的租界》、《写于深夜里》、《几个重要问题》。鲁迅在《夜莺》第3期上发表了震动文坛、留名现代文学史的《三月的租界》，针对狄克在《大晚报》副刊《火炬》上发表《我们要执行自我批判》吹捧“国防文学”对萧军的《八月的乡村》的攻击进行了严厉的反击。曹白于1936年4月写了《坐牢略记》提供给鲁迅,鲁迅依此写了《写于深夜里》一文,该文是对法西斯主义的真实记录，这样的激烈文章别的刊物不敢发表，鲁迅在1936年5月4日致曹白的信中写：“原文给了《夜驾》，听说不久出版，我看是要被这篇文章送终的，但他们说：这样也不要紧”；该文最终发表于《夜莺》月刊第一卷第3期。发行《夜莺》月刊的群众书店一毛不拔。因新钟出版社答应出版后付给稿费，所以从第三期起方之中便将《夜莺》的总经销权转给新钟书店(局)，但新钟开出的还是空头支票，直到停刊也没有兑现。《夜莺》第三期发行后，方之中带十本《夜莺》在内山书店面谢鲁迅的支持，并表示很惭愧没有能把稿费送来，鲁迅与之交谈20多分钟，表示“稿费，有的地方是要的，有的地方，能达到我们的目的，就可以不要。今后我的病好转了，还可以再为你们写点东西。”鲁迅又为《夜莺》撰写了《几个重要问题》，论述了当时文艺战线斗争的原则问题，以表示对方的支持和勉励，还嘱咐他：杂志一定要杂，注意策略，避免《海燕》月刊的命运。《几个重要问题》原是《救亡情报》记者陆诒以“芬君”的名义访问鲁迅的谈话记录整理稿之一部分。访问记全文曾发表于《新东方》杂志第l卷第5期，《生活日报》6月13日以《前进思想家鲁迅先生访问记》为题刊登全文，但两文均有悖于鲁迅的习惯、风格，鲁迅不满意。于是方之中在《夜莺》第4期上重新发表以正视听，分为四个问题：“一、学生救亡运动”；“二、关于联合战线”；“三、目前所需要的文学”和“四、新文学运动”。《夜莺》第四期付印前夕，左联同志拿来了鲁迅的《病中答访问者》一文，方之中加了标题《论现在我们的文学运动》以鲁迅的名义发表。1936年6月15日，连续4期都注明“本刊正呈请内政部登记中”的《夜莺》在上海市当局与法租界巡捕房对新钟书店(局)施压下被迫停刊。方之中旋踵又创刊《生存》月刊，继续宣传抗日救亡。方之中致信鲁迅(《鲁迅日记》1936年7月6日记载：“得方之中信，附詹虹笺”)。1936年鲁迅逝世前的几个月，方之中是鲁迅对外的联络员，与王学文的上海中央特科沟通联系。鲁迅逝世后，方之中为鲁迅守灵，并撰写发表了《鲁迅死后的一点感想》、《鲁迅先生没有死》、《从鲁迅先生死后说起》等文章，称鲁迅为“巨人”、“中国新文学之父”，“我们民族灵魂的工程师，中国新文化的奠基者，不屈不挠的反帝反封建战士”。
抗日战争爆发后，组建上海文化界救国会，茅盾任主任，胡愈之任副主任，方之中任里弄委员并在《大晚报》《大美晚报》发表文章宣传抗战。1938年任第一战区政训处编审委员会委员、新五军教导大队军事总教官，为抗大输送了10多名学员。1939年9月，任第二战区训委会编审委员，开展统一战线工作。晋西事变后，阎锡山反共，1940年3月随二战区的中共干部撤退到延安，任边区《群众报》编辑。1940年11月由周文、白彦博介绍重新加入中国共产党。1941年3月，入延安军事学院学习。1943年8月，入中共中央党校学习，参加了延安整风运动。
1945年11月，进军东北途中，在晋察冀军区张家口卫戍司令部任教育科长。1946年升张家口卫戍司令部副参谋长。1947年2月任察哈尔军区司令部参谋处长。1948年3月任晋察冀野战军第二纵队第五旅副旅长、中国人民解放军第六十七军第199师副师长。单独指挥了包西察尔胡同战斗，歼敌人一个团。1949年8月，升任第六十七军第200师师长。
中华人民共和国成立后，1951年4月任中国人民志愿军第六十六军参谋长。1951年随部队回国后调任中国人民解放军第二十三兵团代参谋长。1954年9月第二十三兵团缩编为中国人民志愿军第六十九军任副军长、1955年4月，调任第六十六军副军长兼天津警备司令部参谋长。1955年，授予少将军衔。1959年7月任河北省军区副司令员兼天津警备区司令员。
1968年初被隔离审查。1976年6月，离职休养。1978年2月被推选为第五届全国政协委员、天津市人大代表、天津市政协常委、1982年1月天津市第二届文代会上当选天津市文联名誉主席。1985年，中央军委批准享受副兵团级待遇。

## 身后
1989年9月25日，方中之的骨灰运回华容，安放在县烈士陵园“将军墓”区。

## 荣誉
获二级独立自由勋章、一级解放勋章。

## 家庭
妻子范淑寒，与方之中赴延安途中牺牲。

## 著作
- 《巷战歌》（陈田鹤谱曲，收于中国音乐学院出版的《中国近现代音乐教学参考资料》），成为当时脍炙人口的战歌
- 诗集《人底改造》（知识书店1951年4月版，天津新华书店1952年版）。遭到1952年7月《文艺报》的严厉批判。[8]
- 小说集《诗人像画》前夜文艺设1935年版，重版改名《花家冲》（上海龙虎书店1935年版）：1935年4月方之中函请鲁迅为小说集《花家冲》撰写序言，鲁迅日记载：“得方之中信”，但因为卧病在床，没有写成。后来田汉在南京中央军人监狱狱中为此书写了序言。
- 散文集《速写集》（1935，上海天马书店）
- 《鲁迅死后的一点感想》、《从鲁迅先生死后说起》、《鲁迅先生没有死》等多篇文章悼念鲁迅。
- 《创建洪湖苏区的一支部队》、《正义的火焰——我走过的道路》、《北伐——南昌之役》等近40篇、计10多万字的革命回忆文章。
- 《方之中文集》（1999 年，百花文艺出版社出版）48万字。
- 《方之中文选》（2005年，百花文艺出版社出版）